# Tomasz Wasilewski
Tomasz Wasilewski, est un réalisateur polonais, né le 26 septembre 1980 à Toruń.

## Biographie
Tomasz Wasilewski est sorti diplômé de l'école nationale du cinéma de Łódź en 2006. Il débute comme assistant de Małgorzata Szumowska dans 33 scènes de la vie (2008) et travaille avec des metteurs en scène de théâtre polonais. Wasilewski se lance aussi dans l'écriture de scénarios pour la télévision polonaise. Il s'est fait remarquer dans plusieurs courts métrages et des longs métrages projetés dans plusieurs festivals internationaux.

## Filmographie
- 2008 : Show jednego człowieka (court métrage documentaire)
- 2013 : Ligne d'eau (Płynące wieżowce) [1]
- 2012 : W sypialni (Dans la chambre)
- 2016 : United States of Love (Zjednoczone Stany Miłości)

## Récompenses et distinctions
- 2012 : Mannheim-Heidelberg International Filmfestival : Prix du jury œcuménique pour W sypialni.
- 2013 : Meilleur réalisateur au Festival international du film de Transylvanie pour Ligne d'eau.
- 2016 : Ours d'argent du meilleur scénario à la Berlinale pour United States of Love.